# Гоноженко, Ольга Калистратовна
Ольга Калистратовна Гоноженко (1914 — ?) — советская колхозница, звеньевая колхоза имени Первого Мая Талды-Курганской области Казахской ССР. Герой Социалистического Труда (1948). Лауреат Сталинской премии (1950).

## Биография
Родилась в 1914 году в Дашеве (ныне Винницкая область, Украина). С 1931 года работала поваром в Стародашевской начальной школе.
В 1940 году переехала в Талды-Курганскую область КССР, где стала работать звеньевой в сельскохозяйственной артели «Первое Мая» Талды-Курганского района. В 1944 году вступила в ВКП(б).
В 1945 году звено Ольги Гоноженко собрало 460 центнеров сахарной свеклы с гектара при плане 165 центнеров и 24 центнера пшеницы с гектара при плане 12 центнеров, в 1946 году — 480 центнеров сахарной свеклы при плане 165 и 24 центнера зерновых при плане 12. В 1947 году звено получило 813 центнеров сахарной свеклы с 4 гектаров и 26 центнеров зерновых с участка в 19 гектаров. В 1948 году звено Ольги Гоноженко получило 855 центнеров сахарной свеклы с гектара. В 1949 году звено собрало 1515 центнеров и в 1950 году — 1633 центнеров свёклы с гектара. 
С 1952 по 1955 год заместитель председателя колхоза. В 1955—1958 годах агроном Кировской МТС.
Неоднократно избиралась депутатом Талды-Курганского районного и областного Совета. Была делегатом IV съезда Компартии Казахстана.
С 1959 года персональный пенсионер.

## Признание
- Герой Социалистического Труда (28 марта 1948 года)
- два ордена Ленина (1948; 1949)
- Сталинская премия третьей степени (1950) — за получение высокого урожая сахарной свёклы

## Источник
- Герои Социалистического труда по полеводству Казахской ССР. Алма-Ата. 1950. 412 стр